# Johann Deisenhofer
Johann Deisenhofer (Zusamaltheim, 30 settembre 1943) è un biochimico tedesco naturalizzato statunitense, vincitore, insieme a Robert Huber e Hartmut Michel, del premio Nobel per la chimica nel 1988, per «la determinazione della struttura tridimensionale di un centro di reazione fotosintetico».

## Biografia

### Studi universitari e carriera accademica
Deisenhofer ottiene il dottorato alla Università Tecnica di Monaco per il lavoro di ricerca portato avanti presso l'Istituto Max Planck di biochimica di Martinsried, nel 1974. Qui svolge attività di ricerca fino al 1988, anno in cui entra a far parte dello Howard Hughes Medical Institute di Chevy Chase, nel Maryland (Stati Uniti) e del dipartimento di biochimica presso lo University of Texas Southwestern Medical Center.

## Lo studio
Insieme a Michel e Huber, Deisenhofer è riuscito a determinare la struttura tridimensionale di un complesso proteico che si trova in alcuni batteri fotosintetici. Questo complesso, denominato centro di reazione fotosintetica, gioca un ruolo cruciale nel dare il via a un semplice processo di fotosintesi. Tra il 1982 e il 1985, i tre scienziati hanno usato la diffrattometria a raggi X per determinare l'esatta disposizione degli oltre 10.000 atomi che formano il complesso proteico. La loro ricerca ha favorito la comprensione del meccanismo della fotosintesi e ha rivelato alcune similitudini tra i processi fotosintetici nelle piante e nei batteri.